# Sotheby's
Sotheby's là một hãng bán đấu giá nổi tiếng, và là hãng lâu đời thứ ba trong lĩnh vực này. Người thành lập Sotheby's là Samuel Baker, đã mở cuộc bán đấu giá đầu tiên của mình vào ngày 11 tháng 3 năm 1744. Từ năm 1983, hãng Sotheby's được triệu phú người Mỹ A. Alfred Taubman mua lại và đưa lên sàn chứng khoán và 1988. Ngày nay, thu nhập của Sotheby's khoảng 3 tỷ đô la mỗi năm, có các chi nhánh tại nhiều thành phố lớn trên thế giới.